# James Dunbar
James Dunbar   (Crawfordsville, 11 de juliol de 1930 - The Woodlands, 14 de maig de 2018), sovint conegut com a Jim Dunbar, fou un remer estatunidenc que va competir durant la dècada de 1950.
El 1952 va prendre part en els Jocs Olímpics d'Estiu de Hèlsinki, on guanyà la medalla d'or en la prova del vuit amb timoner del programa de rem.
Després de la seva victòria olímpica es va graduar de l'Acadèmia Naval dels Estats Units i es va unir a la Força Aèria dels Estats Units, on va passar la seva carrera com a pilot de caça, retirant-se com a coronel el 1982. Va pilotar un F-105 Thunderchief en combat a la guerra de Vietnam, i va rebre la Creu dels Vols Distingits.